# Formel-3000-Saison 1993

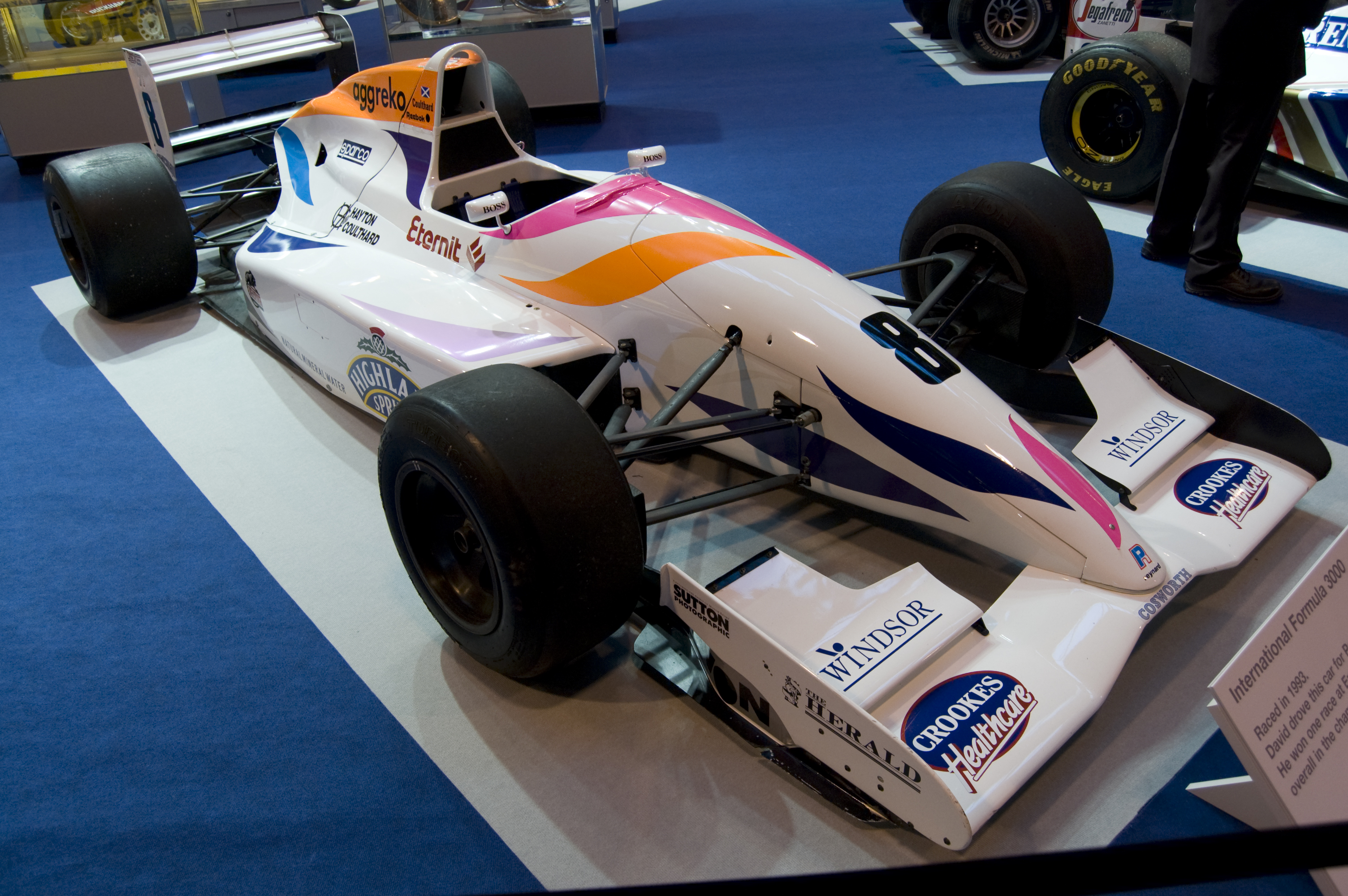
David Coulthards Pacific Racing Formel-3000-Auto (1993 Reynard 93D-Ford Cosworth), ausgestellt auf der Autosport International. Coulthard wurde für Pacific Racing Dritter in der FIA International Formula 3000 Championship 1993.

Die Formel-3000-Saison 1993 war die 9. Saison der Internationalen Formel-3000-Meisterschaft. Sie begann am 3. Mai 1993 in Donington Park und endete am 10. Oktober 1993 in Nogaro. Insgesamt wurden neun Rennen gefahren. Den Meistertitel der Fahrer gewann Olivier Panis mit dem DAMS-Team.

## Verlauf der Saison
Olivier Beretta wechselte zur Saison 1993 zum Forti Corse Team und gewann das erste Saisonrennen in Donington Park. Der amtierende britische Formel-3-Meister Gil de Ferran gewann das folgende Rennen in Silverstone.
In Pau kam es in der ersten Runde zu einem Unfall mit mehreren Fahrzeugen. Das Rennen wurde abgebrochen und neu gestartet, Pedro Lamy gewann vor David Coulthard.
In Enna kämpften Pedro Lamy und David Coulthard um den Sieg, das Duell gewann Coulthard. Oliver Panis schied aus, gewann aber die anschließenden Läufe auf dem Hockenheimring, Nürburgring und in Spa-Francorchamps.
In Magny-Cours begann es zu regnen nach einigen Runden. Panis fuhr an die Box um Regenreifen zu holen, dabei wurde ihm eine Radschraube nicht richtig angezogen. Olivier Panis holte mit Platz zehn keine Punkte. Pedro Lamy fuhr auf Platz drei und kam bis auf einen Punkt an Panis heran in der Fahrerwertung.
Beim Saisonfinale in Nogaro fuhr Pedro Lamy nach Problemen mit der Hinterradaufhängung auf den 16. Platz. Olivier Panis schied nach einer Kollision aus und gewann die Fahrwertung mit 32 zu 31 Punkten vor Pedro Lamy und David Coulthard mit 25 Punkten.
Mit drei Saisonsiegen von Olivier Panis und mit zwei Siegen von Franck Lagorce (Magny-Cours und Nogaro) gewann DAMS überlegen die Teamwertung mit 53 Punkten vor Crypton Engineering mit 34 Punkten.

## Starterfeld
| Team                   | Auto # | Fahrer                       | Chassis     | Motor             | Rennwochenende |
| ---------------------- | ------ | ---------------------------- | ----------- | ----------------- | -------------- |
| Crypton Engineering    | 1      | Pedro Lamy                   | Reynard 92D | Ford Cosworth DFV | Alle           |
| Crypton Engineering    | 2      | Guido Knycz                  | Reynard 92D | Ford Cosworth DFV | 1–7            |
| Crypton Engineering    | 2      | Nicolas Leboissetier         | Reynard 92D | Ford Cosworth DFV | 8–9            |
| Forti Corse            | 3      | Olivier Beretta              | Reynard 93D | Ford Cosworth DFV | Alle           |
| Forti Corse            | 4      | Pedro Diniz                  | Reynard 93D | Ford Cosworth DFV | Alle           |
| Il Barone Rampante     | 5      | Eric Angelvy                 | Reynard 93D | Ford Cosworth AC  | 1–5            |
| Il Barone Rampante     | 6      | Jan Lammers                  | Reynard 93D | Ford Cosworth AC  | 1–6            |
| Il Barone Rampante     | 7      | Vittorio Zoboli              | Reynard 92D | Ford Cosworth DFV | 1–4            |
| Pacific Racing         | 8      | David Coulthard              | Reynard 93D | Ford Cosworth AC  | Alle           |
| Pacific Racing         | 9      | Michael Bartels              | Reynard 93D | Ford Cosworth AC  | 1–7            |
| Pacific Racing         | 9      | Phil Andrews                 | Reynard 93D | Ford Cosworth AC  | 8–9            |
| Apomatox               | 10     | Emmanuel Collard             | Reynard 93D | Ford Cosworth DFV | Alle           |
| Apomatox               | 11     | Jean-Christophe Boullion     | Reynard 93D | Ford Cosworth DFV | Alle           |
| DAMS                   | 14     | Olivier Panis                | Reynard 93D | Ford Cosworth AC  | Alle           |
| DAMS                   | 15     | Franck Lagorce               | Reynard 93D | Ford Cosworth AC  | Alle           |
| Paul Stewart Racing    | 16     | Paul Stewart                 | Reynard 93D | Ford Cosworth AC  | Alle           |
| Paul Stewart Racing    | 17     | Gil de Ferran                | Reynard 93D | Ford Cosworth AC  | Alle           |
| Vortex Motorsport      | 20     | Massimiliano Papis           | Reynard 93D | Ford Cosworth AC  | Alle           |
| Vortex Motorsport      | 21     | Paolo Delle Piane            | Reynard 93D | Ford Cosworth AC  | Alle           |
| CoBRa Motorsports      | 22     | Andrea Gilardi               | Reynard 92D | Ford Cosworth DFV | 3–6            |
| Apache Racing          | 22     | Dominic Chappell             | Reynard 92D | Ford Cosworth DFV | 8–9            |
| East Essex Racing      | 25     | Mark Albon                   | Reynard 92D | Ford Cosworth DFV | 1              |
| Durango                | 25     | Domenico Gitto               | Reynard 92D | Ford Cosworth DFV | 4–5            |
| Durango                | 25     | Severino Nardozzi            | Reynard 92D | Ford Cosworth DFV | 6–9            |
| European Technique     | 26     | Giuseppe Bugatti             | Reynard 92D | Ford Cosworth DFV | 3–7            |
| European Technique     | 26     | Constantino de Oliveira, Jr. | Reynard 92D | Ford Cosworth DFV | 8–9            |
| European Technique     | 27     | Phil Andrews                 | Reynard 92D | Ford Cosworth DFV | 8–9            |
| TOM’S                  | 30     | Hideki Noda                  | Reynard 93D | Ford Cosworth DFV | 1–3, 4–9       |
| Mythos Racing          | 31     | Giampiero Simoni             | Reynard 93D | Judd KV           | Alle           |
| Mythos Racing          | 32     | Vincenzo Sospiri             | Reynard 93D | Judd KV           | Alle           |
| Nordic Racing          | 33     | Alessandro Zampedri          | Reynard 93D | Ford Cosworth AC  | Alle           |
| Omegaland              | 35     | Yvan Muller                  | Reynard 92D | Judd KV           | Alle           |
| Omegaland              | 36     | Jérôme Policand              | Reynard 92D | Judd KV           | Alle           |
| PTM 3000               | 38     | Constantino de Oliveira, Jr. | Reynard 93D | Ford Cosworth AC  | 1–7            |
| PTM 3000               | 39     | Phil Andrews                 | Reynard 92D | Judd KV           | 1              |
| Tom Walkinshaw Racing  | 39     | Jordi Gené                   | Reynard 93D | Ford Cosworth AC  | 4–9            |
| Mönninghoff Racing     | 40     | Antonio Tamburini            | Reynard 92D | Ford Cosworth DFV | 1–3            |
| Mönninghoff Racing     | 41     | Klaus Panchyrz               | Reynard 92D | Ford Cosworth DFV | 1–2            |
| Automotive Consultancy | 42     | Hilton Cowie                 | Reynard 92D | Ford Cosworth DFV | 1–2            |
| Automotive Consultancy | 42     | Enrico Bertaggia             | Reynard 92D | Ford Cosworth DFV | 3–9            |

## Rennen
| Nr. | Datum       | Rennstrecke       | Gewinner        | Pole-Position    | Schnellste Runde         |
| --- | ----------- | ----------------- | --------------- | ---------------- | ------------------------ |
| 1.  | 3. Mai      | Donington Park    | Olivier Beretta | Gil de Ferran    | Gil de Ferran            |
| 2.  | 9. Mai      | Silverstone       | Gil de Ferran   | Gil de Ferran    | David Coulthard          |
| 3.  | 30. Mai     | Pau               | Pedro Lamy      | Pedro Lamy       | Olivier Panis            |
| 4.  | 17. Juli    | Pergusa-Enna      | David Coulthard | Michael Bartels  | David Coulthard          |
| 5.  | 24. Juli    | Hockenheim        | Olivier Panis   | Pedro Lamy       | Olivier Panis            |
| 6.  | 22. August  | Nürburgring       | Olivier Panis   | Olivier Panis    | Pedro Lamy               |
| 7.  | 29. August  | Spa-Francorchamps | Olivier Panis   | Olivier Panis    | Pedro Lamy               |
| 8.  | 3. Oktober  | Magny-Cours       | Franck Lagorce  | Emmanuel Collard | Franck Lagorce           |
| 9.  | 10. Oktober | Nogaro            | Franck Lagorce  | Franck Lagorce   | Jean-Christophe Boullion |

## Wertungen

### Fahrerwertung
| Pos< | Name                     | Vereinigtes Konigreich | Vereinigtes Konigreich | Frankreich | Italien | Deutschland | Deutschland | Belgien | Frankreich | Frankreich | Punkte |
| ---- | ------------------------ | ---------------------- | ---------------------- | ---------- | ------- | ----------- | ----------- | ------- | ---------- | ---------- | ------ |
| 01.  | Olivier Panis            | 4                      | 1                      | –          | –       | 9           | 9           | 9       | –          | –          | 32     |
| 02.  | Pedro Lamy               | 6                      | –                      | 9          | –       | 6           | 3           | 3       | 4          | –          | 31     |
| 03.  | David Coulthard          | –                      | 6                      | 6          | 9       | –           | –           | 4       | –          | –          | 25     |
| 04.  | Gil de Ferran            | –                      | 9                      | –          | –       | –           | 6           | 6       | –          | –          | 21     |
|      | Franck Lagorce           | –                      | 3                      | –          | –       | –           | –           | –       | 9          | 9          | 21     |
| 06.  | Olivier Beretta          | 9                      | –                      | 3          | –       | 3           | 2           | –       | –          | 3          | 20     |
| 07.  | Vincenzo Sospiri         | –                      | –                      | 1          | 6       | 4           | 1           | 2       | 2          | –          | 16     |
| 08.  | Jean-Christophe Boullion | –                      | –                      | –          | –       | –           | –           | –       | 6          | 6          | 12     |
| 09.  | Paul Stewart             | 2                      | 2                      | 4          | –       | –           | –           | 1       | 1          | –          | 10     |
| 10.  | Massimiliano Papis       | 3                      | –                      | 2          | –       | –           | –           | –       | –          | 1          | 06     |
| 11.  | Michael Bartels          | –                      | 4                      | –          | –       | –           | –           | –       | –          | –          | 04     |
|      | Jérôme Policand          | –                      | –                      | –          | 4       | –           | –           | –       | –          | –          | 04     |
|      | Alessandro Zampedri      | –                      | –                      | –          | –       | –           | 4           | –       | –          | –          | 04     |
|      | Emmanuel Collard         | –                      | –                      | –          | –       | –           | –           | –       | –          | 4          | 04     |
| 15.  | Jan Lammers              | –                      | –                      | –          | 3       | –           | –           | –       | –          | –          | 03     |
|      | Nicolas Leboissetier     | –                      | –                      | –          | –       | –           | –           | –       | 3          | –          | 03     |
| 17.  | Enrico Bertaggia         | –                      | –                      | –          | 2       | –           | –           | –       | –          | –          | 02     |
|      | Paolo Delle Piane        | –                      | –                      | –          | –       | 2           | –           | –       | –          | –          | 02     |
|      | Andrea Gilardi           | –                      | –                      | –          | 1       | 1           | –           | –       | –          | –          | 02     |
|      | Yvan Muller              | –                      | –                      | –          | –       | –           | –           | –       | –          | 2          | 02     |
| 21.  | Giampiero Simoni         | 1                      | –                      | –          | –       | –           | –           | –       | –          | –          | 01     |

### Teamwertung
| Pos | Team                   | Punkte |
| --- | ---------------------- | ------ |
| 01. | DAMS                   | 53     |
| 02. | Crypton Engineering    | 34     |
| 03. | Paul Stewart Racing    | 31     |
| 04. | Pacific Racing         | 29     |
| 05. | Forti Corse            | 20     |
| 06. | Mythos Racing          | 17     |
| 07. | Apomatox               | 16     |
| 08. | Vortex Motorsport      | 08     |
| 09. | Omegaland              | 06     |
| 10  | Nordic Racing          | 04     |
| 11. | Il Barone Rampante     | 03     |
| 12. | Automotive Consultancy | 02     |
| 13. | Colin Bennett Racing   | 02     |